# Sant Miquel del Castell de Caladroer

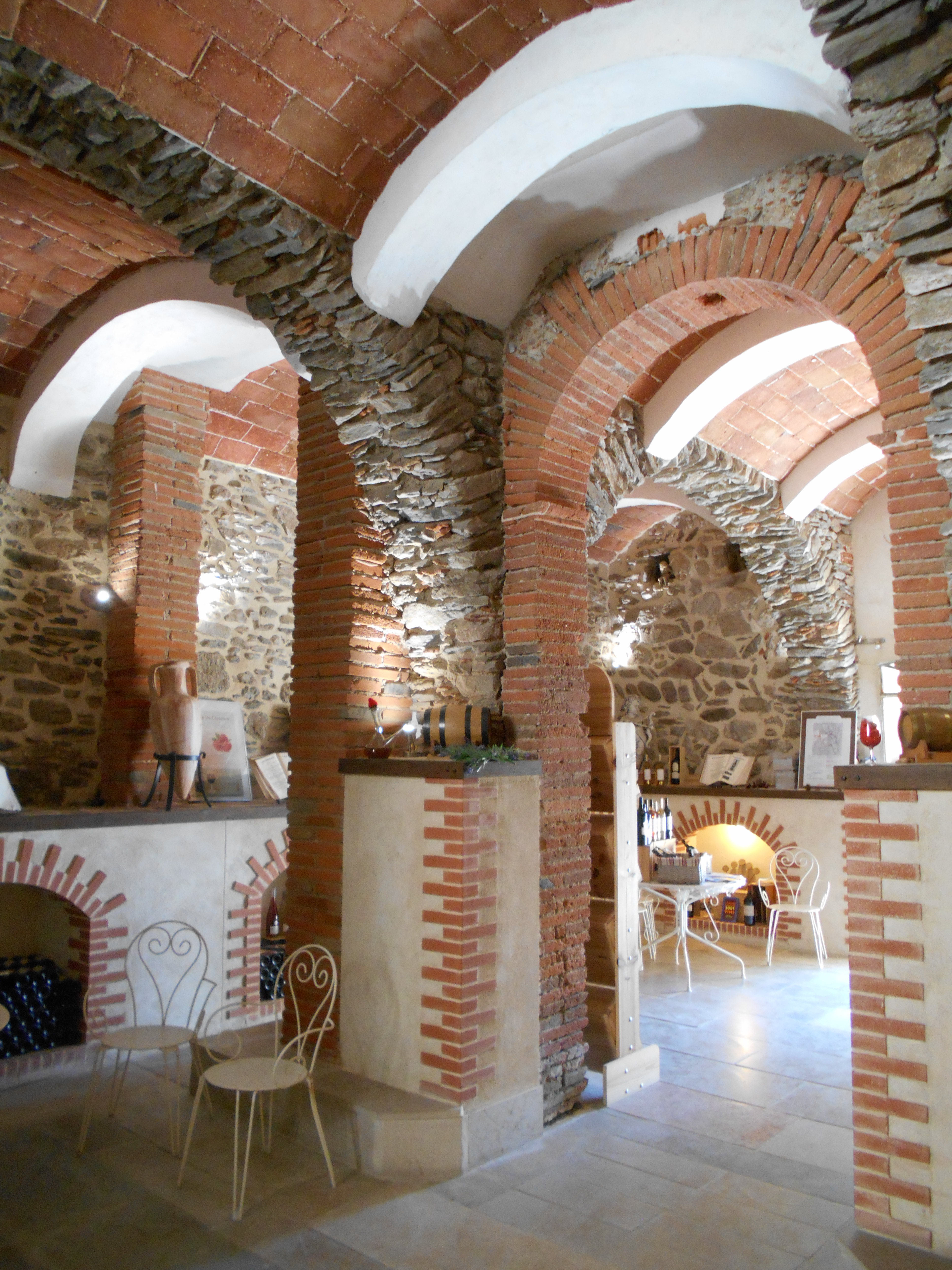
L'antiga capella romànica

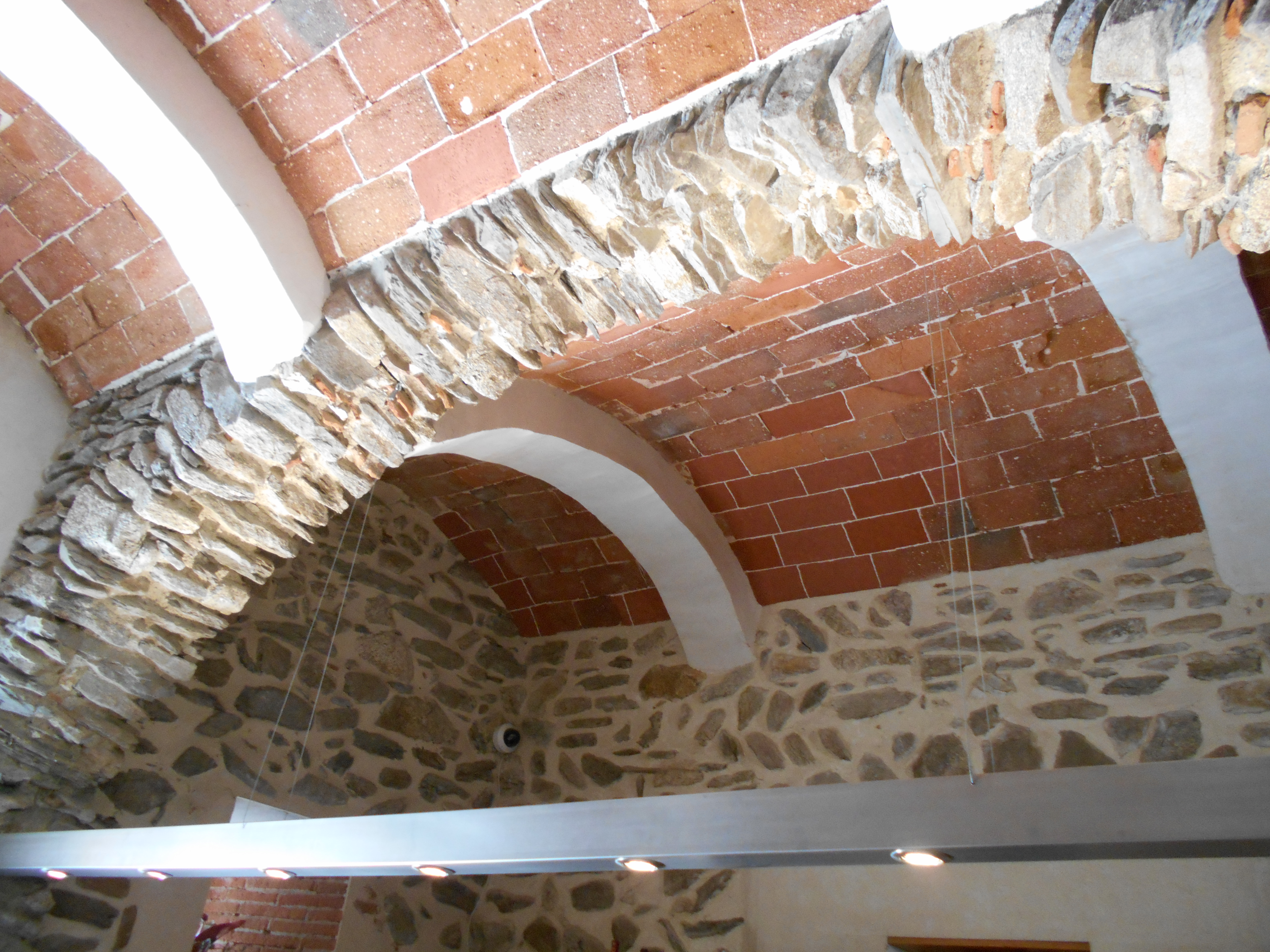
Arcades de la nau

Sant Miquel del Castell de Caladroer era la capella del Castell de Caladroer, a l'antic terme de Caladroer, actualment pertanyent a la comuna de Bellastar, de la comarca del Rosselló, a la Catalunya del Nord, però agregat a la de la Fenolleda.
Està situada al bell mig del nucli del poble de Caladroer, ara esdevingut cava vitivinícola. L'antiga capella del castell, datada al segle xiii, acull l'actual sala de degustació i venda de la cava Château de Caladroy.